# Callonychium petuniae
Callonychium petuniae är en biart som beskrevs av Cure och Wittman 1990. Callonychium petuniae ingår i släktet Callonychium och familjen grävbin. Inga underarter finns listade.